# Dicolpus bicolor
Dicolpus bicolor là một loài côn trùng trong họ Ascalaphidae thuộc bộ Neuroptera. Loài này được Klapálek miêu tả năm 1906.